# Fazzu l'indianu
Fazzu l'indianu è il 36° album discografico di Brigantony, pubblicato nel 2003.

## Tracce
1. Fazzu l'indianu – 3:08
2. I Never Stones Your Sister – 3:48
3. La zucchina – 4:27
4. La colpa ce l'hai tu – 4:02
5. I proverbi di 'na vota – 3:37
6. Nesci i sghei – 3:35
7. U film (Scenetta) – 9:25
8. Grattami – 2:55
9. Caccarazza do Brasil – 3:17